# Bundestagswahl 1987/Wahlergebnisse nach Bundesländern
Bundestagswahl 1987 – Wahlergebnisse nach Bundesländern.

## Wahlergebnisse

### Baden-Württemberg
| Gegenstand der Nachweisung | Erst- stimmen | Erst- stimmen | Zweit- stimmen | Zweit- stimmen | Sitze | Direkt- mandate | Überhang- mandat |
| Gegenstand der Nachweisung | Anzahl        | %             | Anzahl         | %              | Sitze | Direkt- mandate | Überhang- mandat |
| -------------------------- | ------------- | ------------- | -------------- | -------------- | ----- | --------------- | ---------------- |
| Wahlberechtigte            | 6.830.771     | 100,0         | 6.830.771      | 100,0          |       |                 |                  |
| Wähler                     | 5.676.772     | 83,1          | 5.676.772      | 83,1           |       |                 |                  |
| Ungültig                   | 88.456        | 1,6           | 67.799         | 1,2            |       |                 |                  |
| Gültig                     | 5.588.316     | 100,0         | 5.608.973      | 100,0          | 74    | 37              | 1                |
| davon:                     |               |               |                |                |       |                 |                  |
| CDU                        | 2.880.622     | 51,5          | 2.616.971      | 46,7           | 36    | 36              | 1                |
| SPD                        | 1.781.563     | 31,9          | 1.643.202      | 29,3           | 22    | 1               | –                |
| F.D.P.                     | 339.391       | 6,1           | 670.924        | 12,0           | 9     | –               | –                |
| GRÜNE                      | 454.969       | 8,1           | 559.440        | 10,0           | 7     | –               | –                |
| NPD                        | 47.386        | 0,8           | 54.996         | 1,0            | –     | –               | –                |
| ÖDP                        | 10.457        | 0,2           | 24.287         | 0,4            | –     | –               | –                |
| FRAUEN                     | –             | –             | 15.441         | 0,3            | –     | –               | –                |
| ZENTRUM                    | 2.656         | 0,0           | 9.954          | 0,2            | –     | –               | –                |
| Mündige Bürger             | 611           | 0,0           | 7.376          | 0,1            | –     | –               | –                |
| MLPD                       | –             | –             | 3.512          | 0,1            | –     | –               | –                |
| Patrioten                  | 1.617         | 0,0           | 2.870          | 0,1            | –     | –               | –                |
| FAP                        | 164           | 0,0           | –              | –              | –     | –               | –                |
| Einzelbewerber             | 68.880        | 1,2           | –              | –              | –     | –               | –                |

### Bayern
| Gegenstand der Nachweisung | Erst- stimmen | Erst- stimmen | Zweit- stimmen | Zweit- stimmen | Sitze | Direkt- mandate |
| Gegenstand der Nachweisung | Anzahl        | %             | Anzahl         | %              | Sitze | Direkt- mandate |
| -------------------------- | ------------- | ------------- | -------------- | -------------- | ----- | --------------- |
| Wahlberechtigte            | 8.320.069     | 100,0         | 8.320.069      | 100,0          |       |                 |
| Wähler                     | 6.796.701     | 81,7          | 6.796.701      | 81,7           |       |                 |
| Ungültig                   | 90.817        | 1,3           | 57.714         | 0,8            |       |                 |
| Gültig                     | 6.705.884     | 100,0         | 6.738.987      | 100,0          | 87    | 45              |
| davon:                     |               |               |                |                |       |                 |
| CSU                        | 3.859.244     | 57,6          | 3.715.827      | 55,1           | 49    | 45              |
| SPD                        | 1.912.139     | 28,5          | 1.816.885      | 27,0           | 24    | –               |
| F.D.P.                     | 322.983       | 4,8           | 545.865        | 8,1            | 7     | –               |
| GRÜNE                      | 491.060       | 7,3           | 518.122        | 7,7            | 7     | –               |
| NPD                        | 34.764        | 0,5           | 42.813         | 0,6            | –     | –               |
| ÖDP                        | 22.651        | 0,3           | 39.489         | 0,6            | –     | –               |
| BP                         | 8.024         | 0,1           | 26.367         | 0,4            | –     | –               |
| FRAUEN                     | –             | –             | 14.841         | 0,2            | –     | –               |
| Mündige Bürger             | –             | –             | 6.714          | 0,1            | –     | –               |
| C.B.V.                     | 741           | 0,0           | 5.282          | 0,1            | –     | –               |
| Patrioten                  | 9.236         | 0,1           | 5.175          | 0,1            | –     | –               |
| MLPD                       | –             | –             | 1.607          | 0,0            | –     | –               |
| HP                         | 151           | 0,0           | –              | –              | –     | –               |
| Einzelbewerber             | 44.891        | 0,7           | –              | –              | –     | –               |

### Bremen
| Gegenstand der Nachweisung | Erst- stimmen | Erst- stimmen | Zweit- stimmen | Zweit- stimmen | Sitze | Direkt- mandate |
| Gegenstand der Nachweisung | Anzahl        | %             | Anzahl         | %              | Sitze | Direkt- mandate |
| -------------------------- | ------------- | ------------- | -------------- | -------------- | ----- | --------------- |
| Wahlberechtigte            | 521.646       | 100,0         | 521.646        | 100,0          |       |                 |
| Wähler                     | 431.635       | 82,7          | 431.635        | 82,7           |       |                 |
| Ungültig                   | 4.060         | 0,9           | 3.452          | 0,8            |       |                 |
| Gültig                     | 427.575       | 100,0         | 428.183        | 100,0          | 7     | 3               |
| davon:                     |               |               |                |                |       |                 |
| SPD                        | 211.791       | 49,5          | 198.920        | 46,5           | 3     | 3               |
| CDU                        | 135.600       | 31,7          | 123.745        | 28,9           | 2     | –               |
| GRÜNE                      | 50.166        | 11,7          | 62.130         | 14,5           | 1     | –               |
| F.D.P.                     | 19.668        | 4,6           | 37.725         | 8,8            | 1     | –               |
| NPD                        | 2.293         | 0,5           | 2.100          | 0,5            | –     | –               |
| ASD                        | 2.210         | 0,5           | 1.834          | 0,4            | –     | –               |
| FRAUEN                     | –             | –             | 771            | 0,2            | –     | –               |
| FAP                        | –             | –             | 405            | 0,1            | –     | –               |
| Mündige Bürger             | –             | –             | 259            | 0,1            | –     | –               |
| Patrioten                  | 185           | 0,0           | 157            | 0,0            | –     | –               |
| MLPD                       | –             | –             | 137            | 0,0            | –     | –               |
| Einzelbewerber             | 5.662         | 1,3           | –              | –              | –     | –               |

### Hamburg
| Gegenstand der Nachweisung | Erst- stimmen | Erst- stimmen | Zweit- stimmen | Zweit- stimmen | Sitze | Direkt- mandate |
| Gegenstand der Nachweisung | Anzahl        | %             | Anzahl         | %              | Sitze | Direkt- mandate |
| -------------------------- | ------------- | ------------- | -------------- | -------------- | ----- | --------------- |
| Wahlberechtigte            | 1.258.320     | 100,0         | 1.258.320      | 100,0          |       |                 |
| Wähler                     | 1.042.936     | 82,9          | 1.042.936      | 82,9           |       |                 |
| Ungültig                   | 8.199         | 0,8           | 6.259          | 0,6            |       |                 |
| Gültig                     | 1.034.737     | 100,0         | 1.038.111      | 100,0          | 14    | 7               |
| davon:                     |               |               |                |                |       |                 |
| SPD                        | 458.054       | 44,3          | 427.872        | 41,2           | 6     | 5               |
| CDU                        | 423.372       | 40,9          | 388.517        | 37,4           | 5     | 2               |
| GRÜNE                      | 93.096        | 9,0           | 114.508        | 11,0           | 2     | –               |
| F.D.P.                     | 49.812        | 4,8           | 99.746         | 9,6            | 1     | –               |
| NPD                        | 1.575         | 0,2           | 4.262          | 0,4            | –     | –               |
| FRAUEN                     | –             | –             | 1.947          | 0,2            | –     | –               |
| Patrioten                  | –             | –             | 924            | 0,1            | –     | –               |
| MLPD                       | –             | –             | 335            | 0,0            | –     | –               |
| ZENTRUM                    | 286           | 0,0           | –              | –              | –     | –               |
| Einzelbewerber             | 8.542         | 0,8           | –              | –              | –     | –               |

### Hessen
| Gegenstand der Nachweisung | Erst- stimmen | Erst- stimmen | Zweit- stimmen | Zweit- stimmen | Sitze | Direkt- mandate |
| Gegenstand der Nachweisung | Anzahl        | %             | Anzahl         | %              | Sitze | Direkt- mandate |
| -------------------------- | ------------- | ------------- | -------------- | -------------- | ----- | --------------- |
| Wahlberechtigte            | 4.179.951     | 100,0         | 4.179.951      | 100,0          |       |                 |
| Wähler                     | 3.582.159     | 85,7          | 3.582.159      | 85,7           |       |                 |
| Ungültig                   | 56.082        | 1,6           | 42.350         | 1,2            |       |                 |
| Gültig                     | 3.526.077     | 100,0         | 3.539.809      | 100,0          | 45    | 22              |
| davon:                     |               |               |                |                |       |                 |
| CDU                        | 1.586.410     | 45,0          | 1.463.043      | 41,3           | 19    | 14              |
| SPD                        | 1.467.047     | 41,6          | 1.370.454      | 38,7           | 18    | 8               |
| GRÜNE                      | 262.386       | 7,4           | 334.227        | 9,4            | 4     | –               |
| F.D.P.                     | 160.446       | 4,6           | 323.594        | 9,1            | 4     | –               |
| NPD                        | 21.987        | 0,6           | 27.076         | 0,8            | –     | –               |
| FRAUEN                     | –             | –             | 9.591          | 0,3            | –     | –               |
| ÖDP                        | 1.739         | 0,0           | 8.040          | 0,2            | –     | –               |
| Patrioten                  | 2.596         | 0,1           | 2.664          | 0,1            | –     | –               |
| MLPD                       | –             | –             | 1.120          | 0,0            | –     | –               |
| ZENTRUM                    | 658           | 0,0           | –              | –              | –     | –               |
| ASD                        | 349           | 0,0           | –              | –              | –     | –               |
| Einzelbewerber             | 22.459        | 0,6           | –              | –              | –     | –               |

### Niedersachsen
| Gegenstand der Nachweisung | Erst- stimmen | Erst- stimmen | Zweit- stimmen | Zweit- stimmen | Sitze | Direkt- mandate |
| Gegenstand der Nachweisung | Anzahl        | %             | Anzahl         | %              | Sitze | Direkt- mandate |
| -------------------------- | ------------- | ------------- | -------------- | -------------- | ----- | --------------- |
| Wahlberechtigte            | 5.628.104     | 100,0         | 5.628.104      | 100,0          |       |                 |
| Wähler                     | 4.782.941     | 85,0          | 4.782.941      | 85,0           |       |                 |
| Ungültig                   | 44.850        | 0,9           | 34.796         | 0,7            |       |                 |
| Gültig                     | 4.738.091     | 100,0         | 4.748.145      | 100,0          | 63    | 31              |
| davon:                     |               |               |                |                |       |                 |
| CDU                        | 2.125.996     | 44,9          | 1.969.967      | 41,5           | 26    | 18              |
| SPD                        | 2.056.431     | 43,4          | 1.967.443      | 41,4           | 26    | 13              |
| F.D.P.                     | 208.522       | 4,4           | 419.882        | 8,8            | 6     | –               |
| GRÜNE                      | 299.636       | 6,3           | 353.721        | 7,4            | 5     | –               |
| NPD                        | 21.605        | 0,5           | 21.984         | 0,5            | –     | –               |
| ÖDP                        | 905           | 0,0           | 7.507          | 0,2            | –     | –               |
| Mündige Bürger             | –             | –             | 3.591          | 0,1            | –     | –               |
| Patrioten                  | 2.772         | 0,1           | 2.876          | 0,1            | –     | –               |
| MLPD                       | –             | –             | 1.174          | 0,0            | –     | –               |
| SOLIDARITÄT                | 754           | 0,0           | –              | –              | –     | –               |
| ASD                        | 592           | 0,0           | –              | –              | –     | –               |
| ZENTRUM                    | 236           | 0,0           | –              | –              | –     | –               |
| FAP                        | 185           | 0,0           | –              | –              | –     | –               |
| HP                         | 130           | 0,0           | –              | –              | –     | –               |
| Einzelbewerber             | 20.327        | 0,4           | –              | –              | –     | –               |

### Nordrhein-Westfalen
| Gegenstand der Nachweisung | Erst- stimmen | Erst- stimmen | Zweit- stimmen | Zweit- stimmen | Sitze | Direkt- mandate |
| Gegenstand der Nachweisung | Anzahl        | %             | Anzahl         | %              | Sitze | Direkt- mandate |
| -------------------------- | ------------- | ------------- | -------------- | -------------- | ----- | --------------- |
| Wahlberechtigte            | 12.827.646    | 100,0         | 12.827.646     | 100,0          |       |                 |
| Wähler                     | 10.956.596    | 85,4          | 10.956.596     | 85,4           |       |                 |
| Ungültig                   | 117.530       | 1,1           | 86.504         | 0,8            |       |                 |
| Gültig                     | 10.839.066    | 100,0         | 10.870.092     | 100,0          | 143   | 71              |
| davon:                     |               |               |                |                |       |                 |
| SPD                        | 4.871.377     | 44,9          | 4.693.081      | 43,2           | 62    | 38              |
| CDU                        | 4.731.211     | 43,6          | 4.357.794      | 40,1           | 58    | 33              |
| F.D.P.                     | 441.311       | 4,1           | 909.141        | 8,4            | 12    | –               |
| GRÜNE                      | 708.622       | 6,5           | 813.071        | 7,5            | 11    | –               |
| NPD                        | 26.935        | 0,2           | 41.530         | 0,4            | –     | –               |
| ÖDP                        | –             | –             | 16.395         | 0,2            | –     | –               |
| FRAUEN                     | –             | –             | 15.799         | 0,1            | –     | –               |
| ZENTRUM                    | –             | –             | 9.081          | 0,1            | –     | –               |
| Mündige Bürger             | –             | –             | 6.690          | 0,1            | –     | –               |
| Patrioten                  | 5.406         | 0,0           | 3.931          | 0,0            | –     | –               |
| MLPD                       | 596           | 0,0           | 3.579          | 0,0            | –     | –               |
| HP                         | 507           | 0,0           | –              | –              | –     | –               |
| UAP                        | 352           | 0,0           | –              | –              | –     | –               |
| Familie                    | 130           | 0,0           | –              | –              | –     | –               |
| Einzelbewerber             | 52.619        | 0,5           | –              | –              | –     | –               |

### Rheinland-Pfalz
| Gegenstand der Nachweisung | Erst- stimmen | Erst- stimmen | Zweit- stimmen | Zweit- stimmen | Sitze | Direkt- mandate |
| Gegenstand der Nachweisung | Anzahl        | %             | Anzahl         | %              | Sitze | Direkt- mandate |
| -------------------------- | ------------- | ------------- | -------------- | -------------- | ----- | --------------- |
| Wahlberechtigte            | 2.874.920     | 100,0         | 2.874.920      | 100,0          |       |                 |
| Wähler                     | 2.493.602     | 86,7          | 2.493.602      | 86,7           |       |                 |
| Ungültig                   | 39.756        | 1,6           | 31.626         | 1,3            |       |                 |
| Gültig                     | 2.453.846     | 100,0         | 2.461.976      | 100,0          | 32    | 16              |
| davon:                     |               |               |                |                |       |                 |
| CDU                        | 1.183.078     | 48,2          | 1.110.633      | 45,1           | 15    | 11              |
| SPD                        | 966.655       | 39,4          | 912.175        | 37,1           | 12    | 5               |
| F.D.P.                     | 118.501       | 4,8           | 223.350        | 9,1            | 3     | –               |
| GRÜNE                      | 152.770       | 6,2           | 183.602        | 7,5            | 2     | –               |
| NPD                        | 14.013        | 0,6           | 18.131         | 0,7            | –     | –               |
| ÖDP                        | 3.170         | 0,1           | 10.670         | 0,4            | –     | –               |
| Patrioten                  | 2.457         | 0,1           | 2.390          | 0,1            | –     | –               |
| MLPD                       | –             | –             | 1.025          | 0,0            | –     | –               |
| Einzelbewerber             | 13.202        | 0,5           | –              | –              | –     | –               |

### Saarland
| Gegenstand der Nachweisung | Erst- stimmen | Erst- stimmen | Zweit- stimmen | Zweit- stimmen | Sitze | Direkt- mandate |
| Gegenstand der Nachweisung | Anzahl        | %             | Anzahl         | %              | Sitze | Direkt- mandate |
| -------------------------- | ------------- | ------------- | -------------- | -------------- | ----- | --------------- |
| Wahlberechtigte            | 847.217       | 100,0         | 847.217        | 100,0          |       |                 |
| Wähler                     | 739.701       | 87,3          | 739.701        | 87,3           |       |                 |
| Ungültig                   | 13.631        | 1,8           | 12.865         | 1,7            |       |                 |
| Gültig                     | 726.070       | 100,0         | 726.836        | 100,0          | 10    | 5               |
| davon:                     |               |               |                |                |       |                 |
| SPD                        | 331.819       | 45,7          | 316.502        | 43,5           | 4     | 3               |
| CDU                        | 318.039       | 43,8          | 299.329        | 41,2           | 4     | 2               |
| GRÜNE                      | 37.148        | 5,1           | 51.384         | 7,1            | 1     | –               |
| F.D.P.                     | 27.327        | 3,8           | 49.823         | 6,9            | 1     | –               |
| NPD                        | 6.119         | 0,8           | 5.966          | 0,8            | –     | –               |
| ÖDP                        | 1.843         | 0,3           | 2.764          | 0,4            | –     | –               |
| Patrioten                  | 216           | 0,0           | 620            | 0,1            | –     | –               |
| MLPD                       | –             | –             | 448            | 0,1            | –     | –               |
| ZENTRUM                    | 184           | 0,0           | –              | –              | –     | –               |
| Einzelbewerber             | 3.375         | 0,5           | –              | –              | –     | –               |

### Schleswig-Holstein
| Gegenstand der Nachweisung | Erst- stimmen | Erst- stimmen | Zweit- stimmen | Zweit- stimmen | Sitze | Direkt- mandate |
| Gegenstand der Nachweisung | Anzahl        | %             | Anzahl         | %              | Sitze | Direkt- mandate |
| -------------------------- | ------------- | ------------- | -------------- | -------------- | ----- | --------------- |
| Wahlberechtigte            | 2.039.338     | 100,0         | 2.039.338      | 100,0          |       |                 |
| Wähler                     | 1.720.817     | 84,4          | 1.720.817      | 84,4           |       |                 |
| Ungültig                   | 19.100        | 1,1           | 14.610         | 0,8            |       |                 |
| Gültig                     | 1.701.717     | 100,0         | 1.706.207      | 100,0          | 22    | 11              |
| davon:                     |               |               |                |                |       |                 |
| CDU                        | 784.199       | 46,1          | 715.746        | 41,9           | 9     | 8               |
| SPD                        | 731.077       | 43,0          | 679.229        | 39,8           | 9     | 3               |
| F.D.P.                     | 72.535        | 4,3           | 160.861        | 9,4            | 2     | –               |
| GRÜNE                      | 99.606        | 5,9           | 136.051        | 8,0            | 2     | –               |
| NPD                        | 6.203         | 0,4           | 8.196          | 0,5            | –     | –               |
| FRAUEN                     | –             | –             | 4.514          | 0,3            | –     | –               |
| Patrioten                  | 1.433         | 0,1           | 1.125          | 0,1            | –     | –               |
| MLPD                       | –             | –             | 485            | 0,0            | –     | –               |
| FSU                        | 110           | 0,0           | –              | –              | –     | –               |
| Einzelbewerber             | 6.554         | 0,4           | –              | –              | –     | –               |